# 亨德森山 (霍姆灣)
亨德森山（英語：Mount Henderson）是南極洲的山峰，位於麥克羅伯特森地，處於霍姆灣東南面9公里，海拔高度970米，在1931年2月由澳大利亞探險家率領的探險隊發現。
67°42′S 63°4′E / 67.700°S 63.067°E